# Charlotte (動畫)
《Charlotte》是由Key與P.A. Works聯合製作的原創電視動畫，於2015年7月份开始在日本各大獨立電視網和Animax Asia首播，同時北美、中國大陸、澳洲和紐西蘭亦有多個頻道提供網上流媒体播放。
本作劇本由麻枝准創作，動畫由淺井義之監製，角色原案則由Na-Ga負責；麻枝同時也擔當動畫片頭曲、片尾曲以及數首插曲的作曲作詞人。麻枝和Na-Ga同屬視覺小說開發公司Key出身，而本作是Key自2010年的《Angel Beats!》後推出的第二部原創動畫作品，以慶祝Key創社十五週年。本劇同時亦有兩個漫畫系列在ASCII Media Works的《電擊G's Comic》上連載。
本劇以主角乙坂有宇的成長和人際關係作為焦點，講述一群擁有不完整特殊能力的青少年在面對眼前殘酷命運時合力抵抗的經歷:22，劇中多名感情多面且豐富的角色令此劇成為一部帶有喜劇元素的青春故事:68-69。
本劇在媒體與觀眾之間的評價兩極。本作的作畫、角色塑造和情節起伏獲得評論家積極的評價，而負面評價則主要出於故事後期出現的急速轉折以及時間分配上的不均。然而本劇憑著龐大的網絡迴響以及Key社的品牌效應，成為2015年7月啟播同期動畫中最受歡迎的作品；動畫第一卷的BD影碟銷量名列Oricon公信榜冠軍，持續收看率、劇中角色和主題曲也於各項網上評選中名列前茅。

## 故事簡介
這是一個青春期少年少女身上會隨時引發特殊能力的世界:19，而主角乙坂有宇就是一名能夠控制他人身體5秒的少年，且惡意利用這種能力獲得優等生的生活。但是，他的行為被來自星之海學園學生會的友利奈緒和高城丈士朗揭發，乙坂有宇和妹妹乙坂步未自此被逼轉校至星之海學園，與奈緒一同去尋找並保護其他不受學園管轄、甚至濫用能力的能力者，並和同為學生會成員的人氣偶像西森柚咲過著奇妙快樂的日子:23:10。
然而有一天，妹妹乙坂步未發動她的特殊能力「崩壞」後意外死亡，使有宇大受打擊而開始自暴自棄的生活，直至友利的出現才得以重新振作:18。在有宇恢復正常生活後，友利帶他出席一場演唱會，期間有宇卻突然昏迷。有宇昏迷期間不僅找回了自己對擁有「時空跨越」能力的哥哥 —— 乙坂隼翼的記憶，還知道了自己真正的特殊能力其實是能夠奪取他人特殊能力的「掠奪」:11:44。
有宇蘇醒後跟隼翼再會，應隼翼的要求，奪取了他的「時空跨越」能力，成功回到過去拯救了步未，同時獲知“時間倒流”的能力會使人視力逐漸降低直至失明:44。不過正當各人以為能重新過正常生活的時候，有宇遭到了海外恐怖組織的襲擊，失去了右眼:30。有宇為了根除問題，決意走遍世界、奪取世上所有特殊能力者的能力:28。在啟程前，友利與有宇約定「歸來後便成戀人」:44。
有宇在海外不斷奪取他人的能力，化成了怪物般的存在:28，但奪取如此多能力的副作用是令有宇在完成任務後失去了所有記憶。再會後，友利向失憶的有宇自白，承認了自己是他的戀人，並跟他約定從此要過上幸福的生活:11。

## 登場人物

### 主要人物

《Charlotte》的五位主要人物，從左至右為西森柚咲、高城丈士朗（後排）；友利奈緒、乙坂步未和乙坂有宇（前排），圖中的彗星為作中虛構的夏洛特彗星。

乙坂有宇（／ Otosaka Yū），聲：內山昂輝
本作男主角，星之海學園高等部一年級:74，長相英俊但性格腹黑:24:19。乙坂的父母離異，而獲得撫養權的母親也把監護權交了給舅舅:20，在轉入星之海學園後跟相依為命的妹妹步未搬家到學園管轄的高級公寓:52:37。喜歡奈緒。
乙坂的特殊能力為能夠任意控制對象的身體:20，時間限於5秒:24，缺點是對象必須在自己的視野範圍內才可使用，而且過程中自己的身體會失去意識:2。乙坂經常利用這種能力欺騙別人，並成功藉特殊能力作弊考進頂尖的陽野森高校:24:19。入學後再度利用能力嘗試接近校花白柳弓:24，但被友利奈緒等人發現，被逼轉入星之海學園參與學生會事務:23。乙坂後來與友利觀看「ZHIEND」的演唱會時回憶起以前被前泊消去、與哥哥隼翼相處的記憶:18，並得知自己實際上擁有的真正能力為能夠奪取他人的能力並加以使用的「掠奪」:28。向海外出发前，乙坂跟友利告白，約定歸來後成為戀人:31。
友利奈緒（／ Tomori Nao），聲：佐倉綾音
本作女主角，星之海學園學生會會長，在保護特殊能力者時往往顯露出魅力和強勁的判斷力，並憑這般行動力當上此職位:20:18:53。因學生會工作關係，友利經常把一部便攜式攝影機帶在身邊:64,65。友利平日是一名個性冷漠、我行我素、說話語調冷淡的神秘美少女:35，但在有宇面前則變得親和，有時會對有宇和高城吐槽。有一名已成廢人的哥哥一希:18:52，兩人是後搖滾樂隊「ZHIEND」的支持者:20:18。在有宇失去妹妹自甘堕落的时候，變成天天打架鬧事的不良少年，友利奈緒选择一直陪在有宇身邊，阻止有宇吸毒並且製作相同味道的蛋包飯，帮助他重新站起來回到普通的高中生活（動畫第七話）。故事最后乙坂有宇不记得她了，她仍坦言自己是乙坂有宇的恋人（動畫第十二、十三話）。
友利的特殊能力為「不可視」，能使自己從一個人的視線中消失:19，缺點是有效對象僅限於目標一人:25。
高城丈士朗（／ Takajō Jōjirō），聲：水島大宙
星之海學園學生會成員:20:18，很熟悉偶像西森柚咲的一切，是她的狂熱粉絲:20，並因此常作出奇怪的舉動:53。樣貌是出自於《天使的脈動》中的高松。
高城的特殊能力為「高速移動」，不過缺點是只能直線移動而且無法隨意停下，故常常因失控而送醫；也因此在校服下塞滿防護墊，並經常鍛煉身體。:20。
BS11電視台曾以高城的能力推出電視廣告。在《成神之日》動畫第6集有客串出場。
西森柚咲（／ Nishimori Yusa），聲：內田真禮
搖滾樂團「How-Low-Hello」的主唱， 原名「黑羽柚咲」（くろばね ゆさ），因為較有偶像的感覺而取了現時的藝名:23。西森擁有出眾的美貌，特徵是行為和說話都很天然明亮:23。高城丈士朗和乙坂步未都是她的粉絲。非常關心朋友，會為生病的乙坂有宇做奶油燉菜。
西森的特殊能力為使用「通靈」，能讓死者的靈魂附身到自己身上，缺點是只能被死去的姐姐美砂附身，而且主導權完全在美砂手上，同時轉換的期間本人會沒有意識，由於美砂的性格與柚咲相反，令人誤以為自己擁有多重人格或在夢遊:79。西森瞳孔的顏色一般是青藍色，但在美砂附身時則會變成紅色，髮色也會出現相似的改變。
西森雙親在長野縣經營蕎麥麵店:36。
乙坂步未（／ Otosaka Ayumi），聲：麻倉桃
乙坂步未是乙坂有宇的妹妹:20，中學一年級生:5，性格純真，喜歡觀星和柚咲所屬的搖滾樂團「How-Low-Hello」，會因為看見柚咲而興奮得流鼻血:22:20，語癖是喜歡在句末加上「 nano desuu」和「 nano de gozaru」等修飾詞:20。步未與哥哥一同轉進星之海學園，在做菜時常大量加入有宇小時喜歡的披薩醬:20。因被前泊消除記憶，步未只能偶然回憶起長兄隼翼的生活片段:30。有宇、友利和柚咲來探病時，提起自己做了個很可怕的夢，不過細節已經不記得，只記得地面崩塌之類的情景。次日病情有所好轉，有宇為了安全起見叮囑她不要去學校，但她沒有聽從有宇的忠告而逃出了公寓來到學校。遭遇情敵手持美工刀追殺，危急關頭能力崩壞覺醒，導致整棟大樓崩塌，自己也在這場事故中喪生。之後有宇再次時間跳躍時被有宇和奈緒所救，悲劇得以避免而倖存下來。
步未的特殊能力為「崩壞」，能毀壞周圍的建築物，但並不知道自己擁有這種能力:31。在有宇時間跳躍後，其崩壞能力被有宇掠奪，能力失控的條件也因此消失。
黑羽美砂（／ Kurobane Misa），聲：內田真禮
黑羽柚咲年長一歲的姐姐，生前是一名不良少女:79，表情和語調的兇惡都能跟友利相比，但很珍重與妹妹和朋友之間的感情:31。生前有一個喜歡自己的追求者翔（ショウ），在兩人飆車時遇到車禍致使美砂重傷身亡，在柚咲转入星之海学园之前，翔向附体在柚咲身上的美砂表达了自己的情感与愧疚，并得到了對方的原谅。死去後，美砂只能附身在妹妹身上繼續活動，在不損害妹妹的能力的前提下經常擅自現身:79。遇到好吃的東西時，會將美味讓給自己的妹妹。後借著柚咲回到老家做節目的機會與父母再度見面，並含淚吃完了家人做的蕎麥麵，也了卻了一直以來的遺憾。第十二話中柚咲的招魂能力和自己的起火能力被有宇掠奪，無法再借妹妹的身體現世，給柚咲留下一封信之後，與這個世界做了最後的告別。
黑羽的特殊能力為「起火」，但因自己是死去的靈魂的關係只能在附身妹妹時使用:56。

### 其他人物
乙坂隼翼（／ Otosaka Shunsuke），聲：小野大輔
乙坂有宇、步未兄妹的哥哥:29，在最早的時間軸內被研究人員拘束幽閉，但隨著步未的能力覺醒而為有宇救出，其後多次跨越時空改變歷史直至完全失明，並且利用能力賺取龐大的財富，創立了星之海學園與眾多支援體系:28-30，後隱居深山的特殊能力研究設施:30，繼續指揮友利和熊耳等人進行保護特殊能力者的活動:41。
隼翼的特殊能力為「時空跨越」，缺點是必須有光照進眼睛才能發動，並且使用越多視力會越差:29。
隼翼曾命令前泊消除有宇和步未腦中關於他的一切回憶:30。
熊耳（／ Kumagami），聲：竹本英史
作為不能露面的隼翼之代言人，熊耳為隱藏身分而往往將身體弄濕和用長髮蓋住眼睛，但實際上樣貌俊美:29。熊耳的外號（ puu，小熊維尼的英文名稱），由隼翼所取:29。熊耳在第11集被海外恐怖組織囚禁期間以身體保護友利，但卻犧牲了自己的性命:29。
熊耳的特殊能力為「找尋特殊能力者」，並以此能力協助學生會:25。
目時（／ Medoki），聲：瀨戶麻沙美
目時的特殊能力為「催眠」，能讓看她的人睡著。缺點是使用後自己也會睡著，因此一次只能催眠一到兩個人:29。
目時在中學時代是長髮女孩，但現在則剪成了短髮:37。
前泊（／ Maedomari），聲：花江夏樹
前泊的特殊能力為「消除記憶」，但是必須要在接觸對方身體的狀態下，並且為了尋找需要消除的記憶而需要花費相當長的時間，實用性不高:29。
前泊在隼翼的指示下消除了有宇和步未腦中關於隼翼的一切回憶:30。
七野（／ Shichino），聲：河西健吾
七野的特殊能力為「穿透」，能夠穿壁過室，但缺點是非常消耗體力:29。
友利一希（／ Tomori Kazugi），聲：興津和幸
友利奈緒的哥哥，原是某樂團成員，但因被他人發現能使空氣自由振動而遭研究人員送上實驗台，精神崩潰:53。後送院療養，不過每次鎮靜劑用完後便會大聲嘶叫和破壞棉被進行「作曲」；直至有宇帶了他喜歡的樂隊「ZHIEND」主唱莎拉來見他、並獻唱一曲後方漸漸回復記憶，記起妹妹:11。
薩拉雪恩（Sara Shane），聲：澤城美雪，歌：marina
一頭紅色長髪的外國人，擔任友利兄妹所喜歡的後搖滾樂團「ZHIEND」的作曲兼主唱，曾在日本風靡一時，并能说一口流利的日語。薩拉雪恩因為後天因素導致全盲、所以只聽呼吸與語調就能掌握對方的精神狀態，樂於傾聽他人心聲甚至無償幫助別人，如在一希的病房就用了自己的歌聲使其精神逐步恢復正常。薩拉雪恩以前為了當上夢想中的樂團主唱而動用下流手段，雖然成為了大明星，但卻也因此引來異樣的眼光，最後決定降格成為一小樂團的主唱，並稱「作為交換向神交出視力」。:18:32:18
白柳弓（／ Shirayanagi Yumi），聲：中原麻衣
長髮美少女，在陽野森高中是如同般女神的存在:20。
三嶋（／ Mishima），聲：民安友繪
白柳弓的女性朋友，同樣就讀陽野森高中:20。

## 劇中用語
特殊能力（／ Tokushū-nōryouku）
在一些時候會突然發作的超能力:20-21，但全部都是不完整有缺陷的能力，而所有能力在青春期過後就會消失:41:78。
星之海學園（／ Hoshinoumi-gakuen）
由隼翼建立，聚集擁有或可能擁有特殊能力的少男少女之學校:20-21。在特殊能力消失前都不能離開學校，同時外人也不得隨意進入學校，以保護特殊能力者免受研究者們抓去。
學生會（／ Seitokai）
星之海學園內的學生組織，由友利奈緒擔任會長:78。主要任務是在捜査校外的特殊能力者，並要求他們停止使用特殊能力，以免引來研究人員注意:20。
夏洛特（ Shārotto）
每七十五年接近地球一次的長期彗星:20。夏洛特接近時會向地球釋放神秘粒子，令吸入粒子的青春期少男少女，獲得特殊能力:28。

## 製作
| 原作、劇本          | 麻枝准                                                                             |
| 監督                | 淺井義之                                                                           |
| 角色原案            | Na-Ga                                                                              |
| 角色設計            | 關口可奈味                                                                         |
| 次角色設計 服裝設計 | 大東百合繪                                                                         |
| 總作畫監督          | 杉光登 關口可奈味                                                                  |
| 動作作畫監督        | 宮下雄次                                                                           |
| 美術監督            | 東地和生                                                                           |
| 色彩設計            | 菅原美佳                                                                           |
| 攝影監督            | 佐藤勝史                                                                           |
| 3D監督              | 小川耕平                                                                           |
| 特殊效果            | 村上正博                                                                           |
| 編輯                | 高橋步                                                                             |
| 音效指導            | 飯田樹                                                                             |
| 音樂                | ANANT-GARDE EYES 麻枝准 光收容                                                     |
| 音樂制作            | Visual Art's 1st PLACE                                                             |
| 動畫製作            | P.A. Works                                                                         |
| 製作                | Aniplex KADOKAWA ASCII Media Works TOKYO MX Visual Art's P.A. Works Movic BS11 MBS |

《Charlotte》由曾經執筆《AIR》、《CLANNAD》和《Little Busters!》等作品的麻枝准原作、Na-Ga設計角色，是Key自2010年的《Angel Beats!》闊別五年後再次製作的第二部原創動畫，以慶祝Key創社十五週年。
2012年初，P.A. Works社長堀川憲司經Aniplex的製作人鳥羽洋典接觸麻枝，詢問他有否興趣與P.A. Works共同製作下一部電視動畫，使本以為再沒有機會與P.A. Works合作的麻枝感到頗為驚訝。堀川解釋指「原先《Angel Beats!》就是為了讓麻枝准能夠出道為動畫腳本家而製作的動畫，可是當《Angel Beats!》結束後我們卻有一股莫名的不滿足感… 於是我拜託了Aniplex的製作人鳥羽洋典找麻枝准再寫出另一部作品，作為動畫化的第2彈。」麻枝便同意成為了動畫的劇本負責人。當初企劃時本打算參照《Angel Beats!》的簡稱「AB」，把動畫命名為《AA》，但麻枝希望能超越前一部動畫而不斷摸索新名稱和故事內容，最終把標題定為《Charlotte》。《Charlotte》是麻枝喜歡的樂隊「ART-SCHOOL」一首歌曲的名稱（ Shārotto）:97。
在角色設計上，《Charlotte》與《Angel Beats!》一樣由Na-Ga制定角色原案，而詳細的設計則起用了在《Angel Beats!》第9集中表現出色、而且也曾製作《SHIROBAKO》的作畫監督關口可奈味。雖然本作並沒有完全沿用《Angel Beats!》的班底，但很多人選都是前作的製作人員，例如為《Angel Beats!》第5集和特別篇分鏡的淺井義之就擔當了本作的監督、《Angel Beats!》的美術指導和音效指導均不變，繼續由東地和生與飯田樹擔任。此外，由於麻枝認為飯田在前作《Angel Beats!》中是「最能理解自己所寫的冷笑話」的人，因此飯田與前作一樣參與了劇本會議，為麻枝所寫的劇本進行校對。

### 故事設定
與前作《Angel Beats!》相比，《Charlotte》減少了登場人物，以各人追逐自己心中所想的故事作為主幹:68-69，避免出現前作未能充分描寫各個角色、和角色性格重疊的問題；不過這樣做的難度在於需要用更少的人物來展開劇情，故得在世界觀等元素上多下功夫。堀川和鳥羽認為，《Charlotte》主人公有宇赤裸地反映了麻枝本人的性格和價值，使故事儼如麻枝的私小説，而有宇在麻枝的意向下被塑造成「key史上最卑鄙的角色」:24-25。麻枝表示，主角有宇能成長到哪個地步是這個故事的關鍵，因此有宇從校園的活躍人物銳變成為拯救世界的角色是企劃最初已經想定的場景，並以此為基礎寫出劇本:38:96；他又指自己今次嘗試脫離了以往以遊戲故事線為基礎寫劇本的習慣，改以動畫風格撰寫劇本。麻枝又運用了其幽默感，在故事中弄出了披薩醬料理等笑點。
P.A. Works的製作人之一辻充仁指製作過程中其中一個難關是「麻枝寫的劇本內容極多，尤其是對話內容，要把它們刪減並擠進一部動畫內的難度相當高，畢竟每句台詞都有其意思」；在談及特殊能力時指「劇中的特殊能力並不罕見，因此需要令觀眾在劇情快速推進的同时記得這些能力。」麻枝在編寫劇本時也請教過熟悉心境變化的Na-Ga，改善了部分不自然的角色表現。
《Charlotte》開首的故事發展較為緩慢，到第6集才真正開始描寫主角有宇的成長過程。麻枝表示「《Charlotte》會是慢熱型的作品，因此希望觀眾先耐心看到第6話」，又指第1集主要是帶領觀眾進入故事，用途相等於第0集。此外，企劃當初原定於最後一集（第13集）更多地描寫隼翼等人在日本的經歷，但最終為了突顯有宇的孤獨感而決定把日本側的描寫減至最少，同時強調他和友利的關係:38。

### 作畫與角色設計
本作的美術概念為「感性豐富而有青春期的感覺」，因此美術監督東地很注重畫面的色澤:66。P.A. Works製作人辻充仁認為雖然製作團隊在作畫方面沒有收到太多的指示，但大家都意識到本作與《Angel Beats!》的方向性相似，故作為監督的淺井從前作參考了優點的同時也避免了兩個作品的風格過分相似，盡量達致兩者平衡:24-25。而他本人在參與本作的製作時，劇本編寫已經到了第六集，使得他能夠像前作一樣專注於影像處理上:24-25。Na-Ga表示，初期高城的角色是一名戴眼鏡的聰明人:26，與《Angel Beats!》中的高松完全不同，但在多次修正後「不知不覺間就朝著高松的方向走了（笑）。」而在設計有宇妹妹步未時，重點放了在如何可愛地呈現她的額頭；設計柚咲時則是盡力把她的陽光表情展現出來:26-29。至於有宇的角色靈感是源自《死亡筆記》內的夜神月和《》內的，目標是「看起來就知道是一名聰明的帥哥」:72。

### 音樂
《Charlotte》第2—9集、第12—13集的片頭曲《Bravely You》詞曲由麻枝准本人寫作，並請來了曾為《Angel Beats》演唱片頭曲《My Soul, Your Beats!》的歌手Lia主唱:24。《Bravely You》由主人公有宇的角度寫成，歌詞內帶有麻枝的訊息和用了一些食字，曲調則充滿驅動感:20-21。片尾曲方面，《燃燒未落的羽翼》（第2集、第5集、第7—12集）由同樣曾為《Angel Beats!》演唱片尾曲《Brave Song》的多田葵主唱；《直到樂園前》（第3—4集）由飾演西森柚咲的內田真禮演唱，而兩曲的詞曲同由麻枝准寫作:31。麻枝希望第13集結局的片尾曲能由一位擁有魅力歌聲的歌手演唱，而麻枝指名的熊木杏里也是《Angel Beats!》的支持者，故熊木很爽快地接受了麻枝的邀請，主唱《你的文字》。
除了片頭和片尾曲外，劇中大部分插入曲都由麻枝自己作曲作詞，最初的作曲概念是「初期的B'z」，但最後完成的歌曲並沒有遵從這條路線。劇中美咲所屬組合「How-Low-Hello」在劇中使用過的歌曲包括第3集插入的《歌手日子》以及第8集的插曲《發熱日子》，兩曲都由麻枝作詞作曲，並由飾演西森柚咲的內田真禮演唱:23:24。「How-Low-Hello」樂曲早於2014年12月左右開始錄音，歌曲特徵是音調多拉得很高，與麻枝過往被稱為「麻枝節」的歌曲風格頗為相似。《發熱日子》於2015年9月2日發賣:23、《歌手日子》則被收錄於同年9月30日發賣的專輯《Smells Like Tea,Espresso》:51。至於「ZHIEND」的歌曲方面，劇中使用過的歌曲包括第5集和第8集的《Fallin'》，第9集演唱會中的《Trigger》、《Blood Colour》、《Scar on Face》、《Adore》，以及第13集的《Sinking Ships》，六曲均由光收容作曲，麻枝准作詞，以及在《Angel Beats!》中為另一團體「Girls Dead Monster」演唱歌曲的marina歌唱:51。由於劇情上「ZHIEND」是出自海外的樂隊，故麻枝需要在寫完日文版的歌詞後交由翻譯員翻譯成英文，配合劇情:79:22。辻充仁稱麻枝在寫劇本時很明確地說明「在這一集的這一幕要插入這一首歌曲」，使歌曲能夠完美配合場景:24。本劇在播放插曲時，一開始會先播放插曲的BGM版本，再而轉放原曲，從而使得劇情演出更具效果:38。

### 配音
有見觀眾對「《Angel Beats!》劇中的角色也能唱歌」的現象有正面評價，麻枝今次起用了內田真禮來飾演偶像西森柚咲:28-29。內田為了突出柚咲偶像的角色，在配音時採用了天真爛漫的聲線:24；而內田在分演柚咲和美砂的時候，更會連站的位置都隨著角色更換而改變:56。在第一次錄音時，音響監督飯田向為男主角乙坂有宇配音的內山昂輝表示「必須顯得更卑鄙，做一個令觀眾討厭的角色」；而為女主角友利奈緒配音的佐倉綾音則得到了「聲線要粗魯一點，但也不要變到像亂暴者」的意見:24。佐倉綾音曾表示，「對於監督和麻枝獨特的世界觀有點不太明白，但有種『若是表現得不明白我就輸了』的感覺，所以在配音時都是小心翼翼的。」麻枝個人特別對佐倉在第12集友利遭有宇告白時的冷淡反應、以及第13集友利與失憶的有宇對話之演技讚賞有加:39；而第13集中內山為有宇配音時得出的效果「壓倒性地符合了自己的想像」:39。

## 播放
2015年6月下旬，MBS、TOKYO MX和BS11先行播放了介紹《Charlotte》故事大綱和工作人員專訪的特備節目《播放前特備節目！「Charlotte」～新"命運"的開始～》，Animax Asia則於7月27日至8月3日在網上開放串流配有英文字幕的版本。
在日本，《Charlotte》從2015年7月至9月於MBS、TOKYO MX、BS11、CBC電視台、埼玉電視台、神奈川電視台、千葉電視台、群馬電視台、栃木電視台和鬱金香電視台首播，網上則由niconico動畫和萬代頻道等網站於7月開始播出。美國Aniplex獲得了《Charlotte》北美洲的授權，分別於Aniplex Channel、Crunchyroll、Hulu、DAISUKI、Viewster等網上頻道同步播出；東南亞地區由Animax Asia與日本同步播放，澳洲和紐西蘭則由Anime Lab在網上播出，中國大陸亦有bilibili等視頻網站購入版權。僅有一集的OVA收錄於2016年3月23日推出的動畫第七卷BD和DVD影碟。

### 各集列表
通常電視動畫在播出前會將各集的標題保密至播出時才公開，以避免觀眾對劇情發展進行臆測，但《Charlotte》在啟播前已經把全部集數的標題悉數公開。本作的各集標題頗為簡短，風格類似散文，且包含有「旋律」、「音」等與音樂相關的字詞。
| 集數   | 日語標題 | 优酷譯名       | bilibili譯名     | Animax譯名     | 劇本   | 分鏡     | 演出               | 作畫監督                                                                | 首播日期 （2015年） |
| ------ | -------- | -------------- | ---------------- | -------------- | ------ | -------- | ------------------ | ----------------------------------------------------------------------- | ------------------- |
| 1      |          | 我 思及他人    | 把自己想象成他人 | 我 思及他人    | 麻枝准 | 淺井義之 | 淺井義之           | 中村深雪、杉光登                                                        | 7月4日              |
| 2      |          | 絕望的旋律     | 絕望的旋律       | 絕望的旋律     | 麻枝准 | 淺井義之 | 太田知章           | 鈴木理沙、市原圭子、杉光登                                              | 7月11日             |
| 3      |          | 炎和恋         | 恋爱与火焰       | 戀和炎         | 麻枝准 | 福田道生 | 熨斗谷充孝         | 向河原憲、桑島望、德川惠梨、 桝井一平、佐賀野櫻子                       | 7月18日             |
| 4      |          | 剎那的认真     | 剎那的认真       | 剎那的认真     | 麻枝准 | 湖山禎崇 | 今泉賢一           | 今泉賢一                                                                | 7月25日             |
| 5      |          | 曾聽過的音樂   | 似曾相识的旋律   | 曾經聽過的音樂 | 麻枝准 | 安齋剛文 | 太田知章           | 高木晴美、秋山有希、鈴木理沙、 西畑亞由美、市原圭子                     | 8月1日              |
| 6      |          | 没有察觉的幸福 | 未曾察觉的幸福   | 身在福中卻不知 | 麻枝准 | 小島正幸 | 菅沼芙實彥         | 秋山有希                                                                | 8月8日              |
| 7      |          | 逃避的盡頭     | 在逃避的尽头     | 逃避的末路     | 麻枝准 | 篠原俊哉 | 篠原俊哉           | 大東百合惠                                                              | 8月15日             |
| 8      |          | 邂逅           | 邂逅             | 邂逅           | 麻枝准 | 淺井義之 | 熨斗谷充孝         | 向河原憲、服部益實、黑川飛鳥、安齊佳惠、 桝井一平、鈴木伸一、佐賀野櫻子 | 8月22日             |
| 9      |          | 另一个世界     | 不在此处的世界   | 不在此地的世界 | 麻枝准 | 福田道生 | 太田知章           | 宮下雄次、高木晴美、武田牧子、 上村牧子、鈴木伸一                       | 8月29日             |
| 10     |          | 掠夺           | 掠夺             | 略奪           | 麻枝准 | 淺井義之 | 吉田徹             | 上竹哲郎                                                                | 9月5日              |
| 11     |          | Charlotte      |                  |                | 麻枝准 | 小島正幸 | 菅沼芙實彥         | 秋山有希、川面恒介                                                      | 9月12日             |
| 12     |          | 約定           | 約定             | 約定           | 麻枝准 | 篠原俊哉 | 篠原俊哉           | 關口可奈味、杉光登、川面恒介、 宮下雄次、鈴木理沙、高木晴美             | 9月19日             |
| 13     |          | 今後的記錄     | 今後的記錄       | 從今以後的記錄 | 麻枝准 | 淺井義之 | 淺井義之           | 關口可奈味、杉光登、宮下雄次、 川面恒介、秋山有希                       | 9月26日             |
| 特別篇 |          | 強者們         | 強者們           | 強者們         | 麻枝准 | 淺井義之 | 淺井義之、筑紫大介 | 關口可奈味、宮下雄次、松和歌子、鈴木理沙                                | OVA                 |

## 相關作品

### 漫画
《Charlotte》漫畫版由池澤真和津留崎優繪畫，於ASCII Media Works發行的《電撃G's漫畫》2015年9月號（2015年7月30日發售）發表第1話，連載第1至8話。角川集團旗下網站「ComicWalker」同時連載此漫畫，供網民免費閱讀最新的一集。
| 卷數 | ASCII Media Works | ASCII Media Works      |
| 卷數 | 發售日期          | ISBN                   |
| ---- | ----------------- | ---------------------- |
| 1    | 2015年8月27日     | ISBN 978-4-04-865427-2 |
| 2    | 2016年5月27日     | ISBN 978-4-04-865973-4 |
| 3    | 2017年3月10日     | ISBN 978-4-04-892833-5 |
| 4    | 2017年9月27日     | ISBN 978-4-04-893315-5 |
| 5    | 2018年4月27日     | ISBN 978-4-04-893850-1 |
| 6    | 2019年1月26日     | ISBN 978-4-04-912312-8 |

作為《Charlotte》系列的四格連環漫畫《Charlotte 四格漫畫跨越青春吧！》則稍早於2015年3月30日在同誌開始連載，由同為《Angel Beats!》繪畫四格漫畫的菰綿遙華作畫。
| 卷數 | ASCII Media Works | ASCII Media Works      |
| 卷數 | 發售日期          | ISBN                   |
| ---- | ----------------- | ---------------------- |
| 1    | 2015年9月26日     | ISBN 978-4-04-865405-0 |
| 2    | 2016年7月27日     | ISBN 978-4-04-865972-7 |
| 3    | 2017年5月26日     | ISBN 978-4-04-892925-7 |

### 廣播
《Charlotte》的官方廣播節目《Charlotte广播 友利奈绪的学生会活动日记》由剧中饰演友利奈绪的佐仓绫音主持，自2015年7月6日至9月28日在niconico生放送上进行直播:26，並於翌日在HiBiKi Radio Station与音泉上重播；節目後來在2016年1月1日亦「復活」播出了一集，共計播出了14集。原作麻枝准亦分別于2015年2月28日和7月2日兩次重啓了自己的廣播節目《麻枝准的殺伐RADIO》介紹《Charlotte》，節目在官方网站上播放:79。
《Charlotte》的廣播劇CD《「Charlotte」Vol.0》於2015年9月30日推出，並於稍早時在Comic Market 88、音泉網店、GAMERS總店VisualArt's部先行發售。

## 反應

### 評價

#### 媒體評論
Anime News Network的評論家凱碧·艾根斯指麻枝在角色塑造和刺激製造上很有才華——《Charlotte》劇中每一集都會有一些令人激動的情節，「劇情有創意、具娛樂性，且質素出奇地高」；劇中的搞笑元素「有點蠢，但比《可塑性記憶》好笑」，同時也對音樂作出了讚賞。但她也認為故事到了第6集開始出現難以理解的轉折，而第13集的情節被過分壓縮、導致整部動畫節奏不平衡，整體而言較為破碎，彷彿就像《未聞花名》突然跳轉到《DARKER THAN BLACK》般。她又指妹妹的死和重生跟劇情毫無關係，而關鍵的時空跨越跟主角們打棒球的情節被分配了一樣多的時間是「相當奇怪」。她認為《Charlotte》「作為娛樂來看是成功的，但作為藝術則是失敗的。」然而總結來說，她亦表示「我在看的時候從沒一刻感到沉悶。實際上，我並不討厭這部動畫；它對我造成了頗深遠的影響。」
《深圳之窗》評論認為《Charlotte》在第9集之前令人失望，甚至「產生了麻枝准江郎才盡的錯覺」；但時空跨越使動畫的深度擴展到了之前的「十倍之多」，回憶中展示的內容不多使觀眾需要推測前因後果，「相當於用了幾分鐘的時間就讓我們腦內展開了至少20分鐘的劇情。」不過評論指這個轉折點在第9集才出現，「令許多人因沒有足夠的話題點而看了兩集就棄番。」
《每日新聞》旗下门户網站「Mantanweb」指故事聚焦於解難和具創意的特異角色上，使得《Charlotte》的受眾層次得以由死忠動畫迷擴闊到普通的觀眾。同報的專欄作家小新井涼表認為《Charlotte》能夠吸引觀眾的原因是有宇在該集中令人驚奇、反傳統的個性，與他在後來使用特殊能力過上的壯麗經歷反差極大。
作家中澤星兒評論稱《Charlotte》雖然有一些如友利奈緒般的美少女，又帶有特殊能力等許多中二病的情節設定，但細看之下就會明白它「並非一般的賣萌的動畫，而是一部人生話劇；它想帶出的最大意義是『成長』。」他認為在社會上「因不能追趕節奏而感到疲累的大人們，對這部動畫應該會有不少同感。」他也讚揚了P.A. Works的作畫「穩定且如常的高質素，是其他動畫製作公司追不上的。」對於有意見指故事內的爛笑話「太冷」，他認為這些只是過場戲，對作品而言並非一個大問題。

#### 網路評價
| 10 20 30 40 50 60 70 80 8/1-7 8/8-14 8/17-23 8/24-30 8/31-9/6 9/7-13 9/14-20 9/21-27 |
| 《Charlotte》在「Twitter走勢視覺化技術」統計下獲得的平均分（按週計算，2015年）       |

Niconico动画官方舉行的满意度调查显示，观众对《Charlotte》前10话的满意度达到了94.1%，若計算「還不錯」的評分在內則滿意度高達98.2%，但因第11集的劇情轉折太突然而一度令满意度跌至64.2%。有評論指該集「突然发生了剧情暴走，各路角色智商下限」，更有網民在該集播出後惡搞每集的標題，對劇情進行吐槽。
由「YusaAni」網站舉行，日本網民評選的2015年7月動畫角色人氣榜上，本作中的女主角友利奈绪在女性角色中获得了最高的人气；而本作的片头曲《Bravely You》亦於歌曲投票中获最高票数奪冠，而片尾曲《燃燒未落的羽翼》也在榜上得到第九名的成绩。
由「Anime Trending」網站舉行，由欧美网民评选的2015年7月動畫排行榜中，本作获得了第一的位置，而在全年排行榜中則排名第十位。
「Anime! Anime!」（アニメ！アニメ！）網站於8月上旬進行的讀者調查顯示，《Charlotte》是七月啟播動畫作品當中最多人選擇繼續收看的一作，分析指原因包括第6集播出後在網絡上獲得不少迴響、以及Key的品牌效應。同站於10月對讀者進行的調查指出《Charlotte》為七月啟播動畫作品中最佳的作品。
在《Charlotte》第5集播出後，角川ASCII綜合研究所（角川アスキー総合研究所）發佈的「Twitter走勢視覺化技術」每週分析Twitter上網民發佈的推文，並統計出該週最有影響力的動畫。在八月第一週，《Charlotte》的平均分為49.63，第6集播出後升至56.08分，至第7集播出後的65.07分使《Charlotte》獲得了該週第2名。在故事踏入後半段，分數於八月尾微升至66.81，並在九月第一週獲73.27分，首次成為排行榜冠軍。隨著故事發展漸趨穩定，九月第二週的分數下降至65.07，再於次週降至62.01分，但依然保持第3名的位置，位列《學園孤島》和《偶像大師 灰姑娘女孩》（第二季）之後。在結局播出後，《Charlotte》的分數最終回升至71.95分，獲得第2名。

### 銷量
《Charlotte》第一卷的BD版本在發賣首週售出6,287張，獲得了當週Oricon公信榜藍光影碟動畫榜冠軍；第二至三卷的首週銷量均有下跌，分別名列同榜第6和第9名。音樂方面，片頭曲《Bravely You》和片尾曲《燃燒未落的羽翼》合併推出的CD在首週售出23,595張，獲得了Oricon單曲週榜第4名。劇中美咲所屬組合「How-Low-Hello」推出的雙A面單曲《直到樂園前／發熱日子》在首週售出了9,295張，名列Oricon單曲週榜第9名；同月推出的專輯《Smells Like Tea,Espresso》在首週售出了9,559張，名列Oricon專輯週榜第12名。後搖滾樂團「ZHIEND」的單曲《Trigger》在首週售出了13,949張，名列Oricon單曲週榜第11名，同時在Billboard Japan「Hot Animation Charts」排行榜上獲得週榜冠軍；專輯《Echo》首週售出10,328張，名列Oricon專輯週榜第4。《Charlotte》的原聲帶首週售出6,599張，在Oricon專輯週榜上排名第9。

## 外部連結
- 《Charlotte》動畫官方網站（日語）
- 《Charlotte》音樂官方網站（日語）
- 《Charlotte》手機程式官方網站（日語）
- 《成神之日》、《Charlotte》及《Angel Beats!》共用官方的X（前Twitter）（日語）